# 호자주의
호자주의(알바니아어: Hoxhaizmi 호자이즈미, 영어: Hoxhaism 호자이즘[*], 프랑스어: Hoxhaïsme)는 반수정주의적 마르크스-레닌주의로, 알바니아 노동당과 1978년 덩샤오핑 집권 이후 급격히 수정주의화된 중국 공산당 사이의 이념 대립의 산물이었다.  

## 개요
본래 ‘호자주의’는 엔베르 호자 스스로가 자신의 사상에 대해 명명한 명칭이 아니며, 단지 알바니아 사회주의 인민공화국을 외부자의 시점으로 관찰한 서구(주로 프랑스) 지식인 및 언론인들이 사용했던 용어이다. 엔베르 호자는 스스로의 사상을 단순히 마르크스-레닌주의의 원칙 고수일 뿐이라고 하였다. 이러한 원칙은 덩샤오핑 집권이후 수정주의화된 중국공산당과 대립하기 전에 알바니아 내에서 윤곽이 잡혀져 있었다. 엔베르 호자가 스스로를 마오쩌둥주의자라고 칭하지는 않은 것과 무관하게 호자주의는 1960년대 마오쩌둥과 중화인민공화국의 문화대혁명에 영향을 받았으며, 이론적으로는 마오쩌둥 사상과 동일했다. 1978년 이후 엔베르 호자는 수정주의화된 중국 공산당을 강하게 비판하였고, 그 결과 알바니아 노동당과 중국 공산당이 갈라서면서 호자 사상과 마오쩌둥 사상 사이의 차이점을 구분하는 것이 비교적 쉬워졌다. 그러나 그 차이점은 아주 세밀한 부분에서의 차이점이기 때문에 마르크스-레닌주의자들이 상당히 다루기 어려운 부분이라고 여겨지고 있다. 엔베르 호자의 사상은 이러한 특징 외에도 기술주의(技術主義)에 대한 반대·극단적인 무신론·알바니아 민족주의·엄격한 금욕주의(禁慾主義)·지속적인 문화 대혁명이라는 요소도 존재하였다.
호자주의는 이오시프 스탈린, 그리고 이오시프 스탈린 지도 아래 있는 소비에트 사회주의 공화국 연방이라는 국가 개념을 엄격하게 고수하고 따르며, 1956년 이후 급격히 수정주의화된 소련과 그 영향권 아래에 있는 공산주의 단체를 "수정주의적 마르크스주의"로 진단하고 강렬히 비판한다.

## 역사
1968년 바르샤바 조약군의 체코슬로바키아 침공을 규탄하며 그에 대한 대응으로 바르샤바 조약 기구에서 탈퇴하였다. 미국, 소련, 개혁개방 이후 중화인민공화국, 그리고 유고슬라비아 사회주의 연방공화국을 비판하며, 엔베르 호자는 마지막 세개의 국가를 사회제국주의로 규정하였다. 호자주의는 국가에 사회주의를 안착시키기 위해 다양한 수단을 쓰는 것에 대한 권리를 강조하며, 국가 조건에 따라 독재도 합리화될 수 있다 하였다. 한편 호자는 티토주의를 "반마르크스주의"로 평가하기도 하였다.
1972년 마오쩌둥이 미국 대통령 리처드 닉슨과 회담하자 아메리카의 마오쩌둥주의 정당 및 단체들이 동요하기 시작하였다. 이 시기에 알바니아 노동당은 남아메리카의 마오이스트 조직과의 논쟁에서 우위를 점하였고 그 결과 수많은 마오이스트들이 알바니아 노동당의 사상에 합류하면서 강력한 세를 형성하였다. 마찬가지로 캐나다 공산당 ML파는 1974년에 마오쩌둥 사상을 버리고 호자의 사상을 따르기 시작하였다. 호자주의자들은 주로 라틴 아메리카(인민해방군과 에콰도르의 마르크스-레닌주의 공산당, 브라질 공산당 등)에서 활동하였고, 국제적인 인정을 받기도 하였다. 호자는 알바니아가 1980년 이후 세계에서 마르크스-레닌주의를 고수하는 유일한 국가라 선언하였다. 1991년 알바니아 사회주의 인민공화국이 몰락하며, 호자주의 정당들은 결합하여 1994년 국제 회의에 참여하여 통합과 갈등을 출판하였다.

## 문화 이론

### 문화전정
문화전정(文化专政)은 호자 사상의 핵심적인 부분인데, 이 부분은 마오쩌둥주의의 『모순론』과 유사하게 의식성을 강렬하게 강조하고 있다. 이와 더불어 이러한 의식성의 문제가 후기 자본주의 사회 이후 혁명에서 경제 투쟁보다 핵심적인 역할일 수 있다는 게 엔베르 호자의 이론이다.
엔베르 호자는 유럽의 봉건귀족 세력이 부르주아의 공세에 힘없이 무너진 이유가 바로 부르주아가 갖고 있는 문화전정적 성격 때문이라고 진단하였다. 특정 농업 지역에 국한되어있는 봉건귀족과 달리, 부르주아는 국제적인 규모로 활동을 하는 활동 주체였고 그 결과 ‘더 진보한 의식성’을 더 널리 확장시킬 수 있었다. 엔베르 호자는 “만약 부르주아가 단순히 산업혁명에 기대서 반봉건(反封建) 투쟁을 감행했다면 그것이 언젠가 성공을 했을지는 몰라도 아주 오랜 시간이 걸렸을 것이다.”라고 하였다.
프롤레타리아도 마찬가지로 과거의 부르주아가 그랬던 것처럼, 문화전정을 통하여 계급투쟁에서 승리해야 한다. 문화전정은 세계에서 모든 자본가가 축출될 때까지 진행되어야 하며, 그것은 노동자 국가 내부에서도 멈추지 않고 진행되어야 한다. 또한 문화전정은 오로지 프롤레타리아의 요구에 따라 진행되어야 한다. 이 문화전정사업에서 의식화가 덜된 군중이 주도권을 잡을 경우 문화전정은 프롤레타리아의 계급의식화를 오히려 쇠퇴하게 할 것이다. 따라서 문화전정은 프롤레타리아의 요구와 더불어 이들의 전위인 공산당에 의해 주도되어야 한다.
이러한 의식성에 관한 강조는 다음에 전개된 ‘탈주술화’(독일어: Entzauberung, 脫呪術化) 비판에서 그 정당성을 얻을 수 있다.

### 탈주술화 비판
탈주술화는 본래 프리드리히 빌헬름 요제프 폰 셸링(Friedrich Wilhelm Joseph von Schelling)이 처음 사용한 용어였으나, 철학적 개념화는 막스 베버(Max Weber)의 저서 『종교의 사회학』(Gesammelte Aufsätze zur Religionssoziologie)에서 이루어졌다.
막스 베버는 기존 로마 가톨릭 교의와 개신교의 교의를 비교함으로써 근대화를 설명하려고 하였다. 인간의 합리성과 최고 법칙 그 자체인 신 사이를 연결하여 신의 의도는 곧 인간의 종국적 행복과 관계된다고 하는 로마 가톨릭과는 반대로, 개신교는 신의 의도와 인간의 종국적 행복은 서로 무관하다는 기초하에 이루어진 교의였다. 또한 프리드리히 니체의 “신은 죽었다.”라는 말처럼, 최고 법칙 자체를 부정하는 흐름도 또한 근대화의 새로운 흐름이라고 하였다. 막스 베버는 위와 두 가지와 같은 입장을 탈주술화라고 하였다. 그는 이러한 탈주술화가 바로 자본주의 근대화의 시작이라고 하였다. 자본주의 사회란, 그들 구성원이 실제 최고 법칙이 존재를 믿든, 믿지 않든, 최고 법칙이 인간의 행복, 복리증진, 피상적 선(善)과는 무관하다는 것을 믿는 것이 주류가 되는 사회를 의미한다.
엔베르 호자는 마르크스-레닌주의의 변증법적 유물론(DIAMAT)가 실천주의적 존재론의 연장선이라는 것을 강조하면서, 기존 자본주의 사회의 ‘탈주술’적 입장과는 다른 것이라고 하였다. 분명 탈주술화는 봉건사회의 로마 가톨릭 교의가 여러 피상적인 것을 모조리 ‘신의 의도’라고 칭하면서, 비과학적이고 반합리적인 짐작을 한 것에 비해서 진보된 것으로 간주될 수 있으나, 탈주술화는 또 다른 의미에서 인간을 비천하게 만드는 노예 이데올로기의 시작이며, 이것은 인간 해방을 방해하는 자본가의 주요한 철학이라고 본 것이다. 사회주의 혁명의 시기에서 자본가들은 “약자는 그 어떤 행위로도 해방될 수 없다. 그들 스스로의 해방에 정당성을 부여하는 ‘법칙’ 따위는 존재하지 않는다. 그들이 무엇을 하든, 그들이 하는 것은 자신의 이익을 수호하기 위한 상대적인 행위일 뿐이다.”라고 주장하면서 자본주의 사회의 모순을 변호할 것이다. 그리고 이러한 변호는 자본주의의 고유한 특성인 주기적 공황, 즉 ‘사회적 예외 상태’에서 발생하는 일련의 ‘경제 혁명’의 논리를 분쇄할 수 있을 정도의 힘을 갖고 있는 문화전정의 일환이라고 할 수 있다.
따라서 공산주의자는 이러한 탈주술화를 비판하는 것은 물론이고 혁명의 정당성, 노동계급의 계급의식과 존재론적 의미에서의 존재(being) 사이의 연결성을 서로 긴밀하게 연결하는 작업을 해야 한다. 이에 따라 의식화가 되지 않은 집단을 군중(群衆, mass)이라 하고, 의식화가 된 집단을 인민(人民, people)이라고 한다.

## 중국-알바니아 분쟁

### 마오쩌둥 사상과 이념 논쟁
1972년 마오쩌둥의 리처드 닉슨 회담, 1975년 앙골라 내전에서 중화인민공화국의 앙골라 완전독립 민족동맹(FNLA) 지원 등을 계기로 하여 알바니아 노동당의 사상적 경향과 마오쩌둥 사상 사이의 이념적 대립은 극에 달하게 되었다. 마오쩌둥 사후 2년 후인 1978년, 엔베르 호자는 『제국주의와 혁명』(Imperializmi dhe Revolucioni)을 저술하였고, 이 저서에서 마오쩌둥 사상과 중국의 정책을 비판하기 전에 다음과 같은 문구로 먼저 문제 의식을 제기하였다.
  중국공산당의 지도자들은 일반적인 태도이든, 개인적인 태도이든 일련의 정치적, 이념적, 군사적, 조직적 문제에 대한 많은 정책이 때때로 좌경적이기도 하였으며, 때때로 우경적이기도 하였다. 이러한 비일관적인 모습은 우리에게 많은 혼란을 주었다. 가끔은 이들이 올바른 입장을 견지할 때도 있었지만, 기회주의적 모습을 더 많이 보여줬다. 마오쩌둥이 살아있었을 당시에도 중국의 정책은 마르크스-레닌주의에 대한 부실한 골격 주위에서 부유하는 모습을 보여줬다. 그들이 중요한 정치적 사안에 대하여 오늘 어떠한 말을 하든, 그것은 내일의 주장과 모순될 것이다. 중국의 정책에서 일관적으로 이어질 수 있는 붉은 줄기를 확인할 수 없다.
 — 엔베르 호자, 『제국주의와 혁명』에서
엔베르 호자는 『제국주의와 혁명』 제2권 《마오쩌둥 사상 - 반(反)마르크스주의 이론》에서 마오쩌둥 사상에 대한 총평을 가하였다. 그는 이 사상이 제3세계라는 그들 스스로가 정한 무대 속에서 중국을 새로운 패권 강대국으로 만들기 위한 정교한 술수라고 평가했다. 그리하여 엔베르 호자는 마오쩌둥이 원한 그대로 중국은 얼마 안 가 세계에서 큰 지분을 차지하는 강대국이 될 것이라고 보았으며, 새로운 형태의 제국주의 국가가 될 것이라고 하였다. 알바니아 노동당이 『제국주의와 혁명』을 통해 중국공산당과 마오쩌둥 사상을 비판한 것을 시작으로 하여, 중국공산당과 알바니아 노동당 사이의 관계는 소비에트 연방 공산당과 알바니아 노동당 사이의 관계와 비슷할 정도로 험악해졌다. 1979년 소련-아프가니스탄 전쟁에서 중화인민공화국이 무자헤딘을 공식적으로 지원하면서, 알바니아 노동당은 더더욱 이러한 입장을 굳히게 되었다.

### 사회제국주의 논쟁
소비에트 연방을 지구 역사상 제일 위험한 제국주의 국가로 분류한 마오쩌둥은 미국과의 타협 노선을 결정하였다. 이러한 결정은 현 시대의 주요 모순을 제3세계와 제국주의 국가 사이의 모순이라고 판단하고 있던 마오쩌둥 사상 특유의 입장 때문이었다. 그러나 엔베르 호자는 『제국주의와 혁명』에서 밝힌 것과 같이, 이것은 마오쩌둥 사상의 심대한 오류라고 하였다. 마오쩌둥은 『모순론』을 통하여 적대적 모순인 계급 사이의 모순이 여러 현실 조건에 따라 다양한 모순으로 화(化)할 수 있다고 하였다. 엔베르 호자는 이러한 모순론이 이오시프 스탈린의 모순론과 크게 다를 것이 없다고 하였으며, 소비에트 연방이 수정주의 영향으로 인해 사회제국주의 국가가 되었다는 것에도 동의하였다.
그러나 이러한 이론적 기반을 ‘제3세계와 소비에트 연방 사이의 모순’이라고 판단한 것은 기존 모순론에 대한 오류적 적용이라고 하였다. 일단 ‘사회제국주의’는 레닌주의에서 일반적으로 이해되는 ‘제국주의’와 다르다. 블라디미르 레닌에 따르면, 제국주의는 자본주의의 최고 단계이다. 그러나 스탈린 사후에 등장한 ‘사회제국주의’는 자본주의의 최고 단계로서 등장하는 제국주의가 아닌, 사회주의 국가 사이 패권 행사라는 단순한 형태의 패권주의에 불과하다. 수정주의를 받아들인 1956년 이후부터 소비에트 연방 내 몇몇 부문에서 자본주의적 생산 관계가 부활됐지만 그럼에도 불구하고 사회주의 국가로서의 정체성을 확보하고 있으며, 세계 규모의 자본주의에 대항하고 있던 역할을 일정 수행하고 있었다고 하였다. 그것은 쿠바 혁명에 관한 지원, 알제리 내전 및 앙골라 내전에서의 항미(抗美) 지원으로도 드러난다. 이러한 지원은 자본주의와 사회주의 사이의 투쟁의 연장선이었다. 그러나 마오쩌둥의 논리대로라면, 이러한 투쟁을 주도하는 소비에트 연방이 동시에 주요 모순으로서 ‘제3세계와 제국주의 국가 사이의 모순’에서 반동적 입장을 지지하는 집단이 된다. 그러나 모순은 한 국가 단위로 부분적일 수 있으나 근본적으로 하나의 일관성을 향하여 진행되는 것이다. 만약 마오쩌둥의 주장에 근거한다면 소비에트 연방은 적대적 모순(본질적)의 진행이라는 의미에서 사회주의 투쟁을 이끄는 집단인 동시에, 그것이 다른 모순으로 화한 제3세계 모순에서 반동적 입장을 견지하는 반혁명의 진영이다. 이것은 명백히 모순이며 양립할 수 없는 입장이다. 적대적 모순이 어떠한 사회적 조건, 지역적 조건으로 인해 다양한 모순으로 화한다고 하더라도, 결국 그러한 파생된 산발적 주요 모순은 적대적 모순과 최종적으로 합치하기 때문이다.

### 인민민주주의 논쟁
마오쩌둥 사상은 저발전의 논리에 기초한 반봉건론(半封建論)을 인민민주주의 이해의 핵심으로 설명한다. 이것을 신민주주의혁명론(新民主主義革命論)이라고 한다. 여기서 마오쩌둥은 제국주의 국가의 경제적 약소국 종속 전략으로 인해 경제적 종속지는 근본적으로 사회발전단계에서 자본주의로 도약할 수 없는 상태에 머물게 된다고 보고 있다. 그래서 종속지의 혁명은 인민민주주의 혁명이며, 이러한 혁명은 근본적으로 자본주의 본원 축적을 감행하는 시기라고도 정의할 수 있다.
이와 마찬가지로 엔베르 호자의 사상도 또한 경제적 종속지의 혁명이 인민민주주의 혁명이라는 것을 강조하였다. 그러나 그것은 마오쩌둥이 설명했던 것처럼 “민족자본을 형성하는 의미에서의 혁명”이라기보다는 구체적인 실정에서 제국주의 국가의 내정적 영향으로부터 완전히 벗어나는 혁명이라고 규정하였다.
  중국공산당은 민족해방전쟁에서 승리한 후 여러 긍정적인 변화를 이끌었다. 외국의 제국주의 자본과 대지주를 청산하였으며, 교육, 노동, 여성, 외교, 주거 분야에서 수많은 진보적 정책을 실시하였다. 중국국민당 집권 시기에 만연했던 기아는 존재하지 않았으며, 대부분의 중국인이 더 나은 삶의 조건을 이룰 수 있게 되었다. …(중략)… 레닌은 프롤레타리아가 정치 권력을 손에 쥐고, 교통과 대기업을 단단히 붙잡고 있는 한 NEP가 노동자 국가에 아무런 위험을 주지 않을 것이라고 하였다. 이와 마찬가지로 이러한 레닌의 원칙이 지켜지던 1949년에서 1956년 사이 중국에서 프롤레타리아는 경제적으로 뛰어난 성과를 냈다. …(중략)… 마오쩌둥은 자신의 노선을 ‘레닌이 시행한 NEP의 창의로운 적용’이라고 하였지만, 레닌은 결코 NEP를 어떠한 보편적인 국가 체계로 이해하지 않았으며 오히려 부정하였다. 레닌은 어디까지나 NEP가 내전 시기에 황폐해진 경제를 복구하기 위한 임시 조치임을 강조하였다.
 — 엔베르 호자, 『제국주의와 혁명』에서
엔베르 호자는 마오쩌둥이 민족 자본가와의 타협 노선에 경도되었다고 비판했다. 그리고 이러한 인식에 기초한 중국공산당이 혁명을 잘못 지도하여 결과적으로 중국이 사회주의 혁명 단계로 진입하는 것을 크게 방해하였다고 판단했다. 과거 소비에트 연방에서 사회주의 발전을 지도한 문건을 조사할 경우, 사회주의는 오로지 소부르주아를 포함한 범적인 부르주아 계급을 일소하거나, 그들을 여러 방식을 통해 프롤레타리아 계급으로 전환하여 노동계급의 독재를 실현하였을 때 성립할 수 있다. 실제로 이오시프 스탈린은 집단 농장 정책을 통하여 영세농과 소농을 농업 프롤레타리아로 전환하였고, 극소수의 부농도 그들의 의사에 따라 농업 프롤레타리아로 전환하였던 것이다. 1934년 시점의 소비에트 연방에서 부르주아는 일체 존재하지 않았다. 그러나 마오쩌둥은 정권을 유지하는 내내 부르주아를 성장시키려고만 하였지, 부르주아를 소멸하려는 쪽으로 당을 지도하지 않았다. 마오쩌둥은 토지개혁을 실시하고 인민공사제도(人民公社制度)를 마련하였으나, 높은 수준의 유상공출제를 시행하였고 농민의 프롤레타리아화는 상당히 더뎌지게 되었다. 또한 마오쩌둥은 삼반오반운동(三反五反運動)을 통하여 착취적 대자본가를 처단하고 집체소유제도(集體所有制度)를 통하여 장기적으로 부르주아 계급을 줄여나가도록 하였으나, 1960년대 말에 이러한 기조가 느슨해지면서 집체소유가 국유기업으로 전환되지 않았고, 오히려 집체소유의 비중이 증가한 동시에 사유기업의 비중도 증가하게 되었다. 이러한 변화는 류사오치와 덩샤오핑 주도의 극단적 수정주의 노선에 의해 시작되긴 하였으나, 마오쩌둥은 다시 집권했음에도 불구하고 이를 시정하지 않았다. 더더욱 위험한 것은, 마오쩌둥은 사회주의로의 나아감을 주장하면서로, 혁명 후에도 자본주의적 임대료 제도를 폐지하지 않았다는 것이다. 프롤레타리아의 전위 정당이 인민민주주의 혁명을 통하여 집권하면 그 어떤 방식으로든 사회주의로 나아갈 수 있는 객관적 토대를 마련하기 위해 현실적으로 허용되는 한 자본주의적 소유 구조를 파괴해야 하지만, 마오쩌둥은 그렇게 하지 않았다.

### 종속 이론 비판
엔베르 호자는 마오쩌둥 사상의 제3세계 이론을 저발전의 논리에 기댄 쇼비니즘일 뿐이라고 비판하였으며, 이것에 대하여 계급투쟁이론의 포기 및 제3세계 강대국으로 군림하려는 사회제국주의의 또다른 형태라고 하였다.
엔베르 호자는 “종속지는 종속으로부터 벗어나지 않는 이상, 영원히 독자적인 발전을 할 수 없다.”는 마오쩌둥의 견해에 반대하였다. 엔베르 호자는 자본이 갖고 있는 경쟁적인 성격과 자본주의가 갖고 있는 주기적인 공황성을 기반으로 하여 마오쩌둥 사상을 비판했다. 그는 그 어떤 종속된 자본이라고 하더라도 제국주의 국가는 자본주의가 내재한 공황의 성격 때문에 지속적인 세계 재분할 감행을 행할 수밖에 없고, 그 결과 몇몇 ‘종속적’ 자본도 아이러니하게 종속성(기업 단위에서의)을 탈피하게 될 수도 있음을 논하였다. 그러나 한 사회구성체의 자본이 자율성을 갖게 되었다고 하더라도, 산업 구조상 특정 제국주의 국가에 종속된 거래 루트를 확보하게 되는 수순을 밟게 되는데, 이것도 범적으로 종속이며, 신식민지(新植民地)라는 것이 엔베르 호자 사상의 요지이다.
따라서 엔베르 호자의 주장 요지는 “제국주의의 지속적인 세계 재분할 과정 속에서 몇몇 종속적이었던 자본은 여러 잡다한 변수로 인해 독립성을 갖출 수도 있게 되며, 그럼에도 불구하고 거래적인 성격에서의 종속성이 남아 있는 한(예를 들면 식량 주권 훼손, 수출-수입 무역 공간에서의 종속성 등), 그 국가는 신식민지라고 규정할 수 있다.”이다. 따라서 마오쩌둥 사상에서 언급하는 ‘민족자본’이 존재한다고 해서 무조건 한 국가가 제국주의의 종속성으로부터 탈피할 수 있는 것이 아니다. 그리고 심지어 후자의 종속성도 제국주의의 세계 재분할 과정으로부터 해소될 수 있다. 여기서 각국의 일국 혁명은 제국주의 국가의 세계 재분할 가능성을 차단한다. 예를 들어, 제국주의 국가는 그 사회구성체의 자체적인 성격으로 인해 자본주의의 내재적 붕괴의 가능성을 계속 버리지 못 한다. 따라서 이러한 붕괴를 막기 위해 세계 재분할을 시도하는데, 재분할을 시도할 수 있는 선택지가 일국 혁명으로 인해 점점 줄어들면 제국주의 국가는 과잉 생산의 늪에서 더더욱 빠져나오기 어려울 것이다.
또한 엔베르 호자는 한 국가가 경제적으로 어느 정도의 자율성을 확보했다고 하더라도 군사, 문화, 정치 영역에서 제국주의 국가에 종속되어있다면 그것도 역시 범적인 의미에서 신식민지라고 할 수 있다고 하였다. 제국주의는 한 고리에서 경제적 패권 행사가 불가능하게 되면 최후의 수단으로 군사, 문화, 정치에 관한 패권주의를 실행하며, 이 결과 종속국의 계급의식은 마비될 수밖에 없다. 이와 마찬가지로 레닌은 제국주의의 약한 고리에서 혁명적 분위기 조성(Революционная ситуация)을 얼마나 수행하느냐에 따라 혁명의 성공과 실패가 결정된다고 보았다. 반면 마오쩌둥 사상은 위와 같은 범적인 상황을 본질적 의미에서의 ‘종속’으로 규정하지 않는다. 마오쩌둥 사상에서 종속은 오로지 사회발전단계에서 자본주의로 나아갈 수 없게 하는 본질적인 의미에서의 종속을 말한다. 그리고 이것은 경제적 종속과 다르지 않으며, 동시에 자본의 종속성이 사라지면 거래 및 무역 루트의 종속성 또한 완전히 사라지게 될 것이라고 분석한다. 엔베르 호자는 마오쩌둥의 논리로 혁명을 이해한다면, 러시아 혁명도 또한 있을 수 없다고 하였으며, 동시에 “마오쩌둥 사상은 마르크스-레닌주의에 충실한 것 같지만 동시에 이것은 제2인터내셔널의 수장들이 주장했던 교조주의와 유사하다. 마오쩌둥 사상은 마르크스-레닌주의의 일부 모습, 그리고 카를 카우츠키의 교조주의, 마지막으로 중국의 고대 철학을 조잡하게 섞은 것에 불과하다. 그러한 결과로 마오쩌둥 사상은 좌경적으로도 보이고 우경적으로도 보이며, 방향을 종잡을 수 없는 모습으로도 보이는 것이다.”라고 비판했다.
엔베르 호자는 마오쩌둥 사상이 저발전의 논리에 기반한 결과로, 한 국가를 경제적으로 발전시키기 위해 자본가와 충분히 타협할 수 있다고 비판했다. 실제로 1978년 이후 중화인민공화국은 자본가와 타협을 하였다. 그는 이에 대해 “중화인민공화국의 자본주의 요소 부활은 주자파(走資派)에 의한 대(對)마오이즘의 결과가 아니다. 그것은 본래 마오쩌둥 사상이 갖고 있던 타협주의가 변함이 없이 발현된 것일 뿐이다.”라고 하였다.

## 같이 보기
- 알바니아 노동당
- 알바니아 사회주의 인민공화국
- 마르크스-레닌주의 정당 및 단체 국제회의 (단결과 투쟁)